# Matériel roulant du métro de Londres
Pour un article plus général, voir Métro de Londres.
Le matériel roulant du métro de Londres a connu de nombreuses évolutions depuis l'ouverture de sa première ligne. Une grande variété de matériels a été utilisée, allant de la locomotive vapeur tractant des voitures voyageurs aux rames électriques d'aujourd'hui. Les modèles sont listés ici.

## Parc

### Actuel
Le parc actuel du métro londonien est composé uniquement de rames électriques.
| Ligne              | Modèle     | Image | Livraison                         | Rénovation    | Remplacement | Date du remplacement |
| ------------------ | ---------- | ----- | --------------------------------- | ------------- | ------------ | -------------------- |
| Bakerloo           | 1972 Stock |       | 1979 (ici le 1972 Stock Mark II)< | 1989–1995     | /            | /                    |
| Central            | 1992 Stock |       | 1993–1995                         | 2011–2012     | /            |                      |
| Circle             | S7 Stock   |       | 2012-2014                         | /             | /            | /                    |
| District           | S7 Stock   |       | 2013-novembre 2016                | /             | /            | /                    |
| Hammersmith & City | S7 Stock   |       | 2012-2014                         | /             | /            | /                    |
| Jubilee            | 1996 Stock |       | 1997–1998                         | Not scheduled | /            |                      |
| Metropolitan       | S8 Stock   |       | 2010-2012                         | /             | /            | /                    |
| Northern           | 1995 Stock |       | 1998–2001                         | /             | /            | /                    |
| Piccadilly         | 1973 Stock |       | 1975-78                           | 1996–2001     | /            | /                    |
| Victoria           | 2009 Stock |       | 2009–2011                         | /             | /            | /                    |
| Waterloo & City    | 1992 Stock |       | 1993                              | 2006          | /            |                      |

### Futur
Un nouveau matériel roulant, dénommé provisoirement New Tube for London est prévu en remplacement des rames des Bakerloo, Piccadilly, Central et Waterloo & City Lines entre 2022 et 2035.
Les appels d'offres portent sur 1120 voitures pour Picadilly line et 42 voitures pour Waterloo&City lines, qui seront les premières lignes à recevoir les nouvelles rames. Suivront 780 nouvelles voitures l'année suivante pour Bakerloo line, puis 1356 voitures encore un an plus tard pour Central line.

### Passé
| Modèle     | Image | Ligne(s)                                              | Livraison | Rénovation  | Réforme |
| ---------- | ----- | ----------------------------------------------------- | --------- | ----------- | ------- |
| Class 487  |       | Waterloo & City                                       | 1940      | /           | 1993    |
| A60 / A62  |       | Metropolitan line / East London line                  | 1961      | 1993 - 1998 | 2012    |
| 1967 Stock |       | Victoria line                                         | 1968      | 1989 - 1995 | 2011    |
| C69 / C77  |       | Circle line / Hammersmith & City line / District line | 1970      | 1991 - 1994 | 2014    |
| D78 Stock  |       | District line                                         | 1980      | 2004 - 2008 | 2017    |